# Georg Cleinow
Georg Cleinow. född den 27 april 1873, död den 20 oktober 1936, var en tysk nationalekonom.
Cleinow var en framstående kännare av ryskt näringsliv. Bland hans verk märks Die Zukunft Polens (2 band, 1908–1913) och Die deutschrussischen Rechts- und Wirtschaftsverträge (1926).